# Dracula III: Moștenirea
Dracula III: Moștenirea  (în engleză Dracula III: Legacy) este un film românesc și american din 2005 regizat de Patrick Lussier, cu actorii Rutger Hauer (ca Dracula), Jason Scott Lee, Jason London și Roy Scheider în rolurile principale. Este bazat pe romanul Dracula de Bram Stoker.  Este un sequel al filmelor Dracula 2000 și Dracula II: Înălțarea. Ca și Înălțarea, Moștenirea a fost filmat în România.

## Distribuție
- Jason Scott Lee - Părintele Uffizi
- Rutger Hauer - Count Dracula/Judas Iscariot
- Diane Neal - Elizabeth Blaine
- Jason London - Luke
- Roy Scheider - Cardinal Siqueros
- Alexandra Wescourt - Julia Hughes
- Claudiu Bleonț - Bogdan
- Serban Celea - Gabriel
- Ioana Ginghina - Mireasa lui Dracula
- Ilinca Goia - Marta
- George Grigore - Bruno
- Ioan Ionescu - Ragman
- Tom Kane - Știrist la EBC